# 7052 Octaviabutler
7052 Octaviabutler este o planetă minoră (asteroid), cu un diametru de 9,082 km, din centura de asteroizi. A fost descoperită pe 12 noiembrie 1988 la Observatorul Palomar de Eleanor F. Helin și a fost numită după Octavia Butler. 
Obiectul prezintă o orbită caracterizată de o semiaxă mare de 2,7179192 UAi, o excentricitate de 0,28, o înclinație de 17,56422 ° în raport cu ecliptica.